# Mariene ecoregio Marianen
De Mariene ecoregio Marianen (123) (Engels: Mariana Islands marine ecoregion) is een biogeografische regio en ligt in het westen van de Grote Oceaan in de Mariene provincie Tropische Noordwestelijke Stille Oceaan (29) in het Marien rijk Centrale Indo-Pacific. De mariene ecoregio is vastgesteld door het World Wide Fund for Nature en The Nature Conservancy en is vernoemd naar de eilandengroep de Marianen.
In het noorden grenst het gebied aan de mariene ecoregio Ogasawara-eilanden (122) en in het zuiden aan de mariene ecoregio Oostelijke Carolinen (124).

## Geografie
De mariene ecoregio ligt in het westen van de Grote Oceaan rond de eilandengroep de Marianen, met de Noordelijke Marianen en Guam, beide een eilandgebied van de Verenigde Staten. Het gebied strekt zich uit van de wateren rond Farallon de Pajaros in het noorden tot Guam in het zuiden.
Door het gebied stroomt de Noord-Pacifische gyre.

## Biogeografie
Het gebied kent zeeleven dat houdt van tropische temperaturen.